# مقتل رهبان تيبحرين

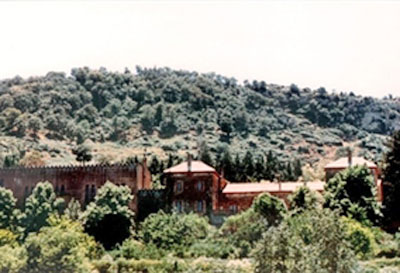
دير تيبحيرين.

في ليلة 26-27 مارس 1996، اختطف سبعة رهبان من رتبة ترابيون من دير سيدة الأطلس [الإنجليزية] بالقرب من المدية، الجزائر خلال الحرب الأهلية الجزائرية، واحتُجزوا لمدة شهرين، وعثر عليهم ميتين أواخر مايو 1996، ولا تزال ظروف اختطافهم ووفاتهم مثيرة للجدل؛ أعلنت الجماعة الإسلامية المسلحة مسؤوليتها عن العملية، ولكن في عام 2009، أفاد الجنرال المتقاعد فرانسوا بوخوالتر أن الرهبان قُتلوا على يد الجيش الجزائري.

## أسباب الاغتيال

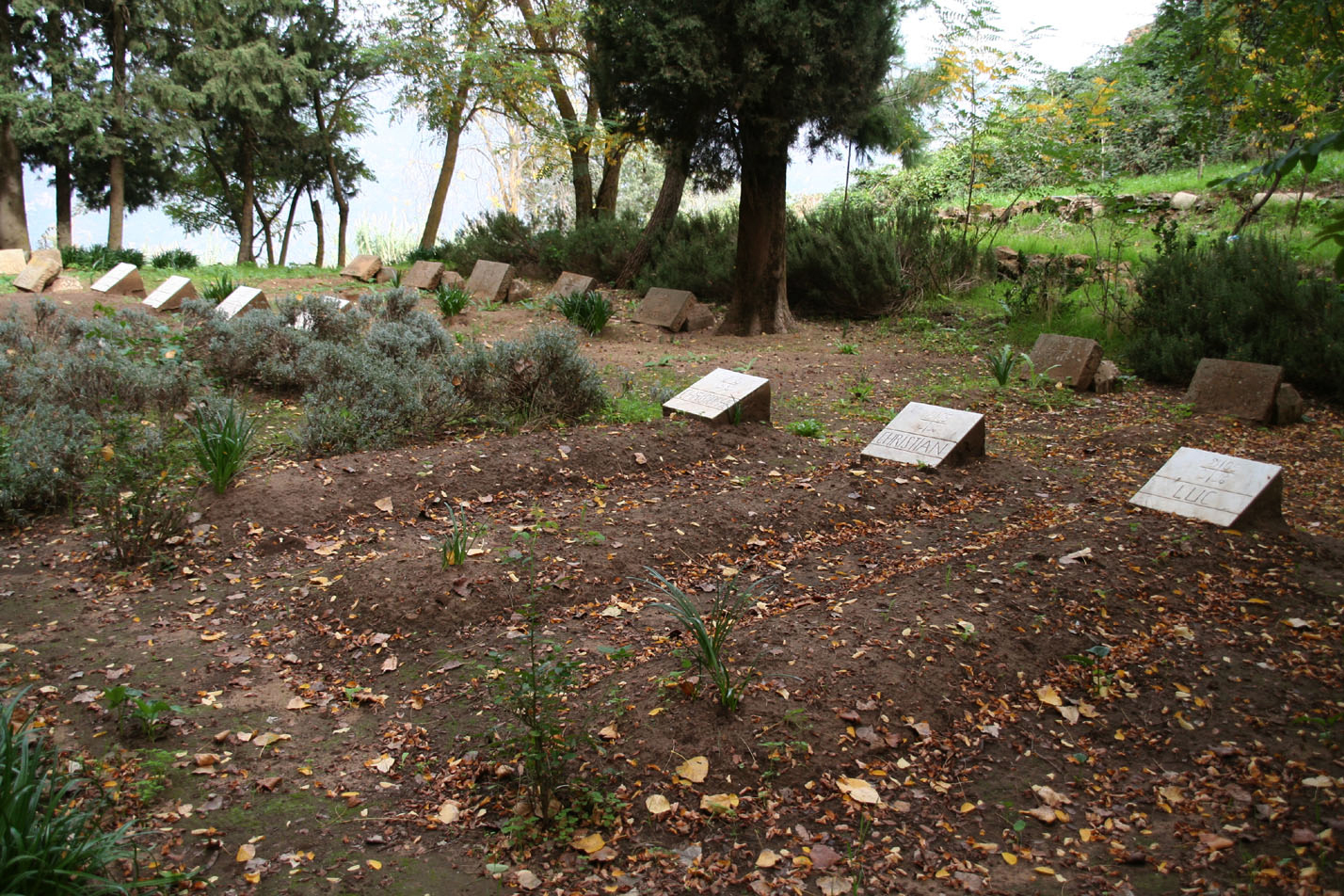
مقبرة الرهبان في تبحيرين.

قامت الجماعات الارهابية المسلحة بقتلهم بعد اتهامهم بالعمالة والجوسسة والتبشير بالمسيحية ولقد تبنت الجماعة الإسلامية المسلحة المعروفة اختصارا الجيا بتبن العملية في مايو من نفس السنة.

## الإدانة العالمية
وقع القتل كالصاعقة على الفرنسيين والأوروبيين. ودعت فرنسا السلطات الجزائرية إلى التعامل معها لكشف ملابسات القضية.

## عودة القضية في 2008
في يوليو 2008 نشرت جريدة لا ستامبا الفرنسية من كتابة الصحفي جون كيسر برقية منسوبة إلى الجنرال فرانسوا بوشوالتر الذي كان ملحقا عسكريا بالسفارة الفرنسية بالجزائر يؤكد فيها أن الرهبان قتلو في اشتباك وقع بين الجيش الجزائري والمسلحين الإسلاميين في نفس الناحية ما ادى لمقتل الرهبان وهو ما نفته الجزائر بشدة وأدى لتوتر العلاقات بين البلدين وحينها فتحت السلطات الفرنسية تحقيقا في القضية.